# Javier Balboa
Javier Ángel Balboa Osa (Madrid, Espanha, 13 de Maio de 1985), conhecido simplesmente como Balboa ou Javier Ángel -em sua passagem no Cartagena da Espanha-, é um futebolista internacional guinéu-equatoriano. Atualmente aposentado.
Tem 1,82 m, pesa 74 kg e joga habitualmente jogaba como meio-campista (extremo-direito ou esquerdo).

## Percurso
Javier Balboa é filho de guinéu-equatorianos que tiveram que abandonar o seu país fugindo da repressão do ditador Francisco Macías Nguema e que se fixaram em Madrid.
Começou a sua carreira no clube Real Sociedad Deportiva Alcalá, da cidade de Alcalá de Henares nos arredores de Madrid.
Em 1999, com 14 anos ingressou nos escalões de formação do Real Madrid. Pouco a pouco foi subido na estrutura da cantera madridista até chegar à equipa do Real Madrid C.
Na temporada 2005/2006 deu o salto para o Real Madrid Castilla (antigo Real Madrid B) onde continuou a sua grande progressão dentro da cantera do clube. Realizou uma grande época no filial do Real Madrid tendo inclusive sido chamado por diversas ocasiões para integrar o equipa principal do clue madrileno.
Foi convocado pela primeira vez para a equipa principal do Real Madrid em 22 de setembro de 2005. Foi um jogo realizado no Estádio Santiago Bernabéu em que o Real venceu o Atlético de Bilbao por 3-1. Balboa foi suplente não utilizado.
No dia 26 de outubro de 2005 Balboa estreou-se na Liga Espanhola com a primeira equipa do Real Madrid. Foi num jogo realizado no Estádio de Riazor contra o Deportivo de La Coruña quando o Real perdia por 2-0 que aos 54' Balboa entrou para o lugar de David Beckham. No final o Depor venceu por 3-1. Era treinador do Real Vanderlei Luxemburgo.
A 6 de dezembro de 2005 estreou-se na Liga dos Campeões da UEFA. Foi num jogo realizado no Estádio Georgios Karaiskakis contra o Olympiakos da Grécia. Balboa foi premiado pelo treinador Juan Ramón López Caro (que no dia anterior deixara os comandos do Real Madrid Castilla para assumir a liderança da equipa principal devido à destituição de Vanderlei Luxemburgo) com a titularidade num jogo em que o Real Madrid jogou com uma equipa repleta de suplentes. Foi substituído aos 58' por Cardona quando o resultado era 1-1. No final os gregos venceram por 2-1.
Participou em 2 jogos na Liga Espanhola, ambos como suplente utilizado.
Na temporada 2006/2007 após ter efectuado o estágio de pré-temporada com a equipa principal do Real Madrid na Áustria, o treinador Fabio Capello comunicou-lhe que não fazia parte dos seus planos para a época. Como tal, para ganhar experiência de primeira divisão, assinou um contrato por empréstimo por uma época com o Racing de Santander.
No dia 16 de dezembro de 2006 marcou o seu primeiro golo na Liga Espanhola. Foi num jogo disputado em Palma de Maiorca contra o Real Mallorca. Balboa entrou ao intervalo quando o Racing de Santander perdia por 1-0 e aos 88' marcou o golo da vitória do Racing por 1-2.
Participou em 30 jogos na Liga Espanhola, 9 como titular (apenas 1 vez jogou os 90') e 21 como suplente utilizado.
Na temporada 2007/2008, o novo treinador do Real Madrid, Bernd Schuster, quis contar com vários jogadores formados na "casa branca". Balboa foi um dos escolhidos para integrar o plantel principal do Real tendo inclusive assinado um novo contrato válido até 2011.
Na pré-temporada rubricou algumas boas exibições na posição de extremo-direito ou extremo-esquerdo, tendo mesmo marcado um golo contra o Lokomotiv de Moscovo.
A 24 de outubro de 2007 marcou o seu primeiro golo na Liga dos Campeões da UEFA. Foi num jogo realizado no Estádio Santiago Bernabéu contra a mesma equipa com que se tinha estreado na competição dois anos antes, o Olympiakos da Grécia. Balboa entrou aos 82' quando o resultado estava em 2-2 e aos 90' marcou o definitivo 4-2 para o Real Madrid.
Curiosamente apenas participou noutro jogo da Liga dos Campeões da UEFA também contra o Olympiakos, desta vez na Grécia. Ou seja, na sua carreira Balboa participou em três jogos da Liga dos Campeões da UEFA, todos eles contra a mesma equipa: os gregos do Olympiakos.
Em 19 de dezembro de 2007 marcou o seu primeiro golo na Taça de Espanha num jogo disputado em Alicante contra a equipa local. O resultado final foi 1-1.
Participou em 5 jogos na Liga Espanhola, todos como suplente utilizado.
A 25 de Junho de 2008 foi apresentado como reforço, para a época 2008/2009, do Benfica, tendo o clube português pago 4 milhões de euros ao Real Madrid, num contrato com duração de 4 épocas. O contrato inclui uma cláusula de rescisão no valor de 20 milhões de euros.

No início da segunda metade da época 2009/2010 foi anunciado o seu empréstimo ao Cartagena, do segundo escalão do futebol espanhol.
Na época 2013/2014 transferiu-se para o Estoril.

## Selecção
Estreou-se com Seleção Guinéu-Equatoriana de Futebol no jogo de classificação para a Taça das Nações Africanas de 2008 que se realizou no dia 2 de Junho de 2007 contra a Seleção Ruandesa de Futebol em Kigali. A equipa do Ruanda venceu a da Guiné Equatorial por 2-0.

## Estatísticas
| Clube                | Temporada         | Liga  | Liga  | Taça  | Taça  | Comp. Europeias | Comp. Europeias | TOTAL | TOTAL |
| Clube                | Temporada         | Jogos | Golos | Jogos | Golos | Jogos           | Golos           | Jogos | Golos |
| -------------------- | ----------------- | ----- | ----- | ----- | ----- | --------------- | --------------- | ----- | ----- |
| Real Madrid Castilla | 2005-06           | 32    | 1     | 0     | 0     | 0               | 0               | 32    | 1     |
| Real Madrid          | 2005-06           | 2     | 0     | 1     | 0     | 1               | 0               | 4     | 0     |
| Racing de Santander  | 2006-07           | 30    | 1     | 2     | 0     | 0               | 0               | 32    | 1     |
| Real Madrid          | 2007-08           | 5     | 0     | 3     | 1     | 2               | 1               | 10    | 2     |
| Benfica              | 2008-             | 10    | 0     | 1     | 0     | 3               | 0               | 14    | 0     |
| TOTAL NA CARREIRA    | TOTAL NA CARREIRA | 79    | 2     | 7     | 1     | 6               | 1               | 92    | 4     |

## Palmarés
- Liga Espanhola(1):2007/2008
- SUPERTAÇA DE ESPANHA(1):2008
- TAÇA DA LIGA DE PORTUGAL(1):2008/2009

### Campeonatos nacionais
| Título       | Clube       | País     | Época   |
| ------------ | ----------- | -------- | ------- |
| Liga         | Real Madrid | Espanha  | 2007-08 |
| Taça da Liga | Benfica     | Portugal | 2008-09 |